# Wolfgang Baumjohann

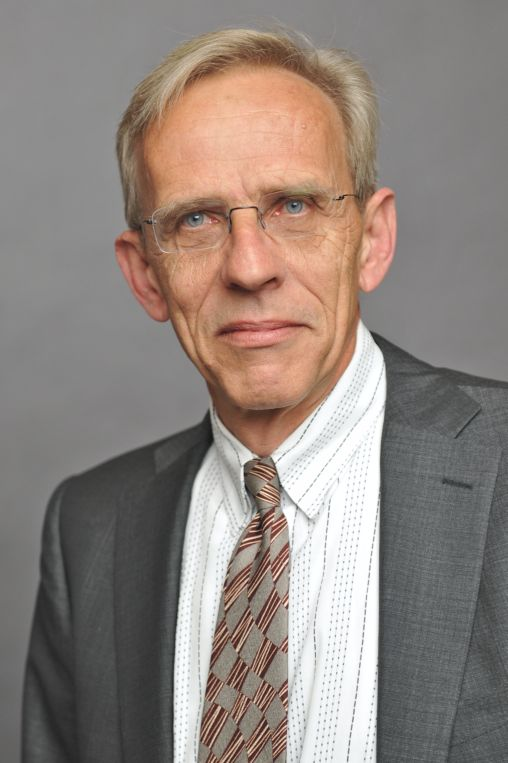
Wolfgang Baumjohann

Wolfgang Baumjohann (* 9. August 1950 in Hamm) ist ein österreichischer Astrophysiker. Von 2004 bis 2021 war er Direktor des Instituts für Weltraumforschung der Österreichischen Akademie der Wissenschaften.

## Leben
Baumjohann studierte von 1969 bis 1975 Physik und als Nebenfach Geophysik an der Westfälischen Wilhelms-Universität in Münster, wo er anschließend bis 1983 als Wissenschaftlicher Mitarbeiter am Institut für Geophysik arbeitete und 1981 promovierte. Von 1984 bis 1988 bekam er ein Heisenberg-Stipendium am Max-Planck-Institut für extraterrestrische Physik (MPE) in Garching bei München, wo er aber darüber hinaus bis 2000 als Forscher arbeitete. Nebenbei habilitierte er 1993 in Geophysik an der Ludwig-Maximilians-Universität München und arbeitete dort bis 2000 als Privatdozent. 2001 wechselte er als Nachfolger von Willibald Riedler an das Institut für Weltraumforschung nach Graz und wurde 2004 als Nachfolger von Hans Sünkel dessen Direktor. Außerdem ist er seit 2000 außerplanmäßiger Professor an der Ludwig-Maximilians-Universität München und seit 2009 Honorarprofessor an der Technischen Universität Graz.
Baumjohann arbeitet mit Schwerpunkt auf den Gebieten der Weltraumplasmaphysik und Planetarer Magnetosphären. Dabei war er teilweise federführend an zahlreichen Experimenten in neun Weltraum-Missionen beteiligt. Er ist (Co-)Autor von mehr als 600 Arbeiten in wissenschaftlichen Journalen und vier Büchern. Er hatte mehrere, teils hohe, Funktionen in internationalen wissenschaftlichen Gremien und Komitees inne.
Baumjohann wurde vom Klub der Bildungs- und Wissenschaftsjournalisten in Wien zum Wissenschaftler des Jahres 2014 gewählt. Im Hinblick darauf, dass die Rosetta-Mission 2014 „zweifellos das mediale Wissenschaftsereignis des Jahres“ war, war er „in diesen Tagen die verläßliche Bodenstation der Information, der österreichischen JournalistInnen mit Fachkenntnis, Geduld und Ausdauer die Bedeutung der Mission und die Beteiligung des Grazer Instituts für Weltraumforschung der ÖAW erläutert hat“. Zudem erntete er Lob und Anerkennung von den ehemaligen Wissenschaftsministern Reinhold Mitterlehner und Karlheinz Töchterle, sowie vom Infrastrukturminister Alois Stöger. Das Institut für Weltraumforschung hat, unter seiner Leitung, fünf der 21 Messinstrumente mitentwickelt, das Rastersondenmikroskop MIDAS sogar federführend. 2010 und 2015 wurde er von der Tageszeitung Die Presse zum Österreicher des Jahres in der Kategorie Forschung nominiert.
Mit 1. Oktober 2021 folgte die deutsche Astrophysikerin Christiane Helling Baumjohann als Direktorin des Instituts für Weltraumforschung nachfolgen, Baumjohann trat den Ruhestand an.
Am 22. April 2022 wurde er von den Akademiemitgliedern zum Präsidenten der mathematisch-naturwissenschaftlichen Klasse der Österreichischen Akademie der Wissenschaften (ÖAW) unter Präsident Heinz Faßmann ab Juli 2022 gewählt.
Er ist mit der japanischen Weltraumforscherin Rumi Nakamura verheiratet, die ebenfalls am Institut für Weltraumforschung arbeitet.

## Auszeichnungen (Auswahl)
- 2001 ISI Highly Cited Researcher, Weltraumwissenschaft (unter den besten 0,5 % zwischen 1981 und 1999)
- 2002 Mitglied der International Academy of Astronautics
- 2003 Fellow der American Geophysical Union
- 2007 Österreichisches Ehrenkreuz für Wissenschaft und Kunst I. Klasse
- 2009 Mitglied der Österreichischen Akademie der Wissenschaften
- 2010 Mitglied der Deutschen Akademie der Naturforscher Leopoldina[8]
- 2014 Österreichischer Wissenschaftler des Jahres
- 2016 Großes Ehrenzeichen des Landes Steiermark
- 2017 Mitglied der Academia Europaea[9]
- 2018 Ehrenzeichen des Landes Steiermark für Wissenschaft, Forschung und Kunst[10]
- 2018 Basic Science Award der International Academy of Astronautics[11]
- 2019 Kardinal-Innitzer-Preis (Würdigungspreis)[12]